# عمر براون (لاعب كرة قدم أمريكية)
عمر براون (بالإنجليزية: Omar Brown)‏ هو لاعب كرة قدم أمريكية أمريكي، ولد في 28 مارس 1975 في يورك في الولايات المتحدة.

## وصلات خارجية
- عمر براون (لاعب كرة قدم أمريكية) على موقع مرجع كرة القدم المحترفة.كوم (الإنجليزية)
- عمر براون (لاعب كرة قدم أمريكية) على موقع JustSportsStats.com (الإنجليزية)